# Unierzyż
Unierzyż – wieś sołecka w Polsce położona w województwie mazowieckim, w powiecie mławskim, w gminie Strzegowo. Leży przy drodze wojewódzkiej nr  nad rzeką Wkrą.
Miejscowość jest siedzibą rzymskokatolickiej parafii św. Walentego, należącej do dekanatu strzegowskiego w diecezji płockiej. Do 2009 znajdowała się tu również szkoła podstawowa.
Do 1954 istniała gmina Unierzyż. W latach 1975–1998 miejscowość administracyjnie należała do województwa ciechanowskiego.
| SIMC    | Nazwa        | Rodzaj     |
| ------- | ------------ | ---------- |
| 0127166 | Aleksandrowo | przysiółek |
| 0127172 | Nowopole     | przysiółek |

## Historia
Już około 1233 istniało grodzisko położone nad rzeką Wkrą. Był tu zamek położony na granicy kasztelanii wyszogrodzkiej i płockiej. Wraz z zaludnieniem tych terenów gród stracił swe obronne znaczenie.

## OSP
We wsi znajduje się jednostka Ochotniczej Straży Pożarnej. Przy OSP działa Orkiestra OSP Unierzyż, która powstała w 1983. Od początku jej istnienia do dziś, kapelmistrzem orkiestry jest Andrzej Klimkiewicz (jest także organistą parafialnym, który prowadzi zespoły chóru i scholi). Orkiestra zwyciężyła w powiatowym przeglądzie orkiestr dętych w 2003 i zajęła trzecie miejsce w 2006.